# لیزا سوبرانو
لیزا سوبرانو (انگلیسی: Liza Soberano؛ زادهٔ ۴ ژانویهٔ ۱۹۹۸) یک خواننده، مدل و هنرپیشه اهل فیلیپین است. وی از سال ۲۰۱۰ میلادی تاکنون مشغول فعالیت بوده‌است.
او جزو ده زن زیبای سال ۲۰۱۶ شناخته شده است.